# Добромильський район
Добромильський район — колишній район Дрогобицької області із центром у місті Добромилі. Територія Добромильського району після його ліквідації увійшла до Старосамбірського району.

## Історія
27 листопада 1939 року ЦК КПУ(б)У у складі новоствореної Дрогобицької області утворило Добромильський повіт із центром у місті Добромилі. А вже 10 січня 1940 року ЦК КП(б)У ухвалило рішення про створення Добромильського району Дрогобицької області. 28 червня 1941 р. (субота) — Радянські війська залишили з боями Добромиль. Відновлено радянську владу було 8 серпня 1944 року після двотижневих боїв, під час яких місто двічі переходило з рук в руки. Внаслідок цього місто було сильно зруйновано. У червні 1957 року до складу району увійшов Хирівський район. У 1959 році до складу району увійшов Нижанковицький район. 21 травня 1959 року внаслідок ліквідації Дрогобицької області Добромильський район увійшов до складу Львівської області, однак вже 30 грудня 1962 року внаслідок укрупнення сільських районів УРСР до розмірів територій виробничих колгоспно-радгоспних управлінь територію району було включено до складу Старосамбірського району.

## Добромильський районний комітет КП(б)У
У січні 1940 року було створено Добромильський районний комітет КП(б)У, однак у червні 1941 року він припинив свою діяльність, її було поновлено лише у серпні 1944 року після того як район зайняли радянські війська. У жовтні 1952 року його було перейменовано на Добромильський районний комітет КПУ, врешті у грудні 1962 року у зв’язку з входженням району до складу Старосамбірського району Добромильський райком КПУ було ліквідовано. До складу Добромильського райкому КПУ входили: Бюро (загальний відділ), організаційно-інструкторський відділ (з 1949 р. — відділ партійних, профспілкових та комсомольських організацій), сектор партійної статистики, відділ пропаганди й агітації, сільськогосподарський відділ, військовий відділ, відділ по роботі серед жінок, відділ кадрів.
- Список перших секретарів Добромильського районного комітету КПУ:
  - Шудро П. Д. 02.1940—1941
  - Дудніков Деонісій Григорович 1944—1945
  - Доброскок Олександр Тимофійович 05.1947—1948
  - Дуліченко Микола Прокопович 1948—1952
  - П’ятигорець Г. М. 1952—1955
  - Ткаченко Г. Г. 1955—1957
  - Масляк Михайло Васильович 1957—1959
  - Резніченко Костянтин Федорович 1959—1962

## Промисловість
Восени 1939 року нова влада націоналізувала пивзавод Геклів, у часи німецької окупації завод продовжив свою роботу. У повоєнні роки він увійшов до складу Дрогобицького пивтресту.
Після завершення Другої світової війни у Добромильському районі почали відновлювати промисловість. Зокрема у 1957 році було збудовано хлібозавод, у 1959 році — сироварний. Колишній деревообробний завод Ліхтмана, який займався тільки грубою обробкою деревини та заготівлею напівфабрикатів, перетворився на потужний Добромильський деревообробний комбінат (ДОК).

## Трагедія Саліни
У червні 1941 року у присілку Добромиля Саліна трапилась одна з найбільших трагедій Другої світової війн в Галичині: енкаведисти скинули в соляні шахти 3500 невинних людей — живих і мертвих.
Злочин було викрито після того, як 23 червня 1941 року Добромиль захопили німецькі війська. В суботу 26 червня 1941 p. мешканці Добромиля відкрили на Саліні за містом поблизу села Ляцьке яму, повну трупів,— помордованих НКВД в'язнів. Як вдалось з'ясувати, військами НКВД було вбито та кинуто в соляні шахти понад 2,5 тисячі осіб українського, польського та єврейського походження. Це були в'язні Добромильської та Перемишльської тюрем, національно-свідоме та активне населення, яке не було прихильним до радянської влади. У шахтах було знайдено також трупи дітей. 
Також у Добромильській тюрмі після появи німецьких військ було знайдено 50 трупів, які було замордовано до невпізнання. Лише один в’язень зумів заховатись під горами трупів і перечекати на час, коли радянські війська залишать місто.

## Переслідування УГКЦ
У 1945 році останнього ігумена Добромильського Онуфріївського монастиря о. Макарія Розумійка було вислано до Сибіру, а в 1946 році після заборони УГКЦ було закрито сам монастир. З 1950 року в його приміщенні було розташовано психоневрологічний диспансер для жінок. Також у селі Княжпіль Добромильського району двоє НКВДистів вбили на вулиці шістьох мешканців села, серед яких виявився і місцевий священик Василь Дутка.

## Хронологія руху опору у Добромильському районі
З приходом Червоної армії в 1944 р. знову наступили порядки тоталітарного режиму. В Добромилі мобілізовано чоловіків до армії. В часи більшовицької окупації десятки юнаків і дівчат влилися в лави УПА. Героїзм воїнів УПА і підпілля докладно описано в книзі Ярослава Малицького "Закована молодість".  Про Добромиль і його околиці в часи Першої світової війни, національно-визвольних змагань ідеться у книзі Я. Войтіва "Повернення до нашої пам'яті".
8 вересня 1946 року на дорозі Добромиль – Хирів 3 підпільники ОУН вийшли на засідку МВД. Був убитий підпільник «Малина», іншим вдалося втекти. 20 серпня 1947 року у Добромилі робітники для саботажу підпалили державний тартак. 19-21 жовтня 1947 року під час масового вивозу українського населення в Сибір з Добромильського району з 17 сіл було вивезено 118 родин. 5 жовтня 1950 року в обідню пору в центрі Добромиля біля ратуші житель с. Солянуватка Богдан Цицик вбив начальника НКВС майора Скородєлова. Через деякий час «Вихора» (псевдо Б. Цицика)  вистежили і важко поранили. Після операції в Добромильській лікарні, побачивши, що вартовий, який його охороняв, задрімав, Богдан потихенько, стискаючи зуби від болю, розірвав шви на животі — щоб не потрапити живим до рук катів.
У травні 1954 року полковник УПА Дмитро Хадай (псевдо "Білий", "Тис", "Миколай"), родом з Добромильщини, під час нерівного бою з енкаведистами у своєму рідному селі Княжполі, на горищі школи застрелився щоб не здатися ворогові.

## Територіальне підпорядкування Добромильського району в адміністративному поділі ОУН
Із колишньої Перемиської області не пізніше травня 1945 р. до Дрогобицької округи приєднано ту частину Добромильського повіту, яка опинилася на схід від польсько-радянського кордону. На ній створено Добромильський район ОУН, який охопив за радянським поділом територію Добромильського та Нижанковицького районів Дрогобицької області УРСР. Самбірський надрайон включав шість районів, у тому числі Добромильський район. Слід зауважити, що від часу створення (весна 1945 р.) аж до ліквідації (1952 р.) цей надрайон не зазнавав жодних територіальних змін. З літа 1947 р. Дрогобицька округа складалася з чотирьох надрайонів, серед них Самбірський, до складу якого входив Добромильський район ОУН.